# 六石岩

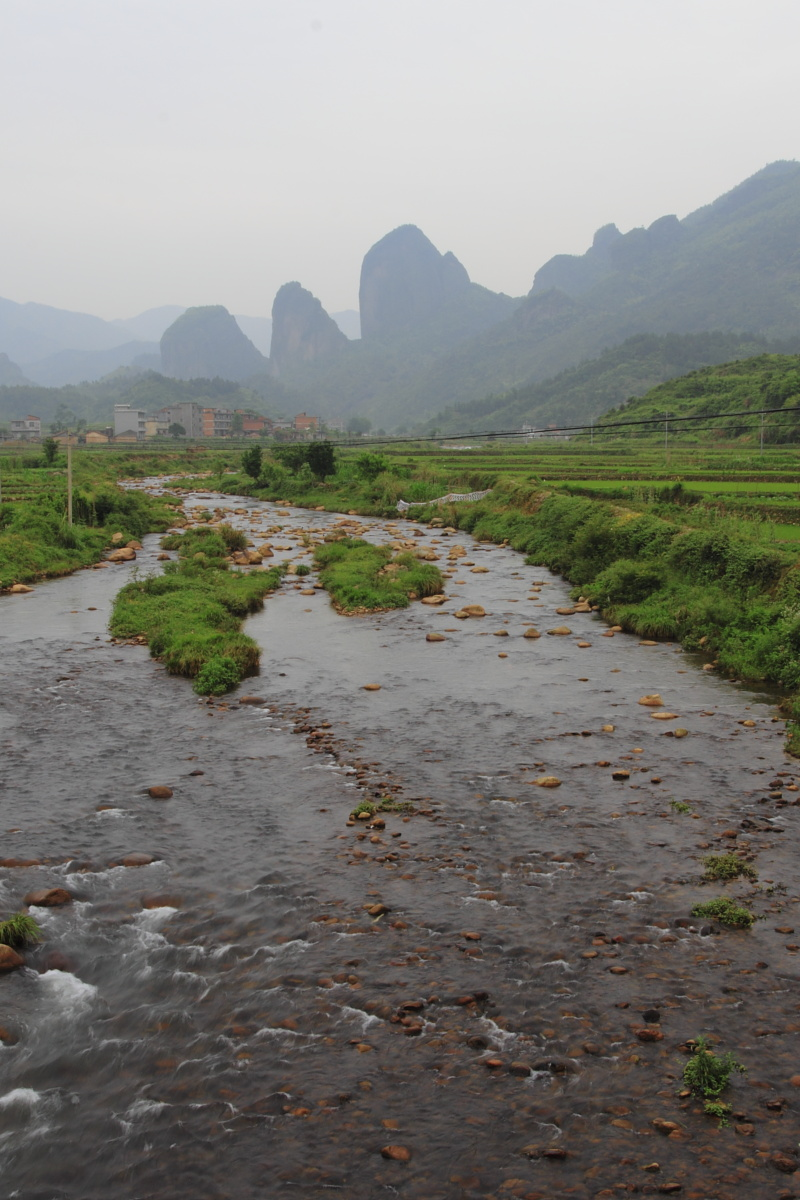
十都远观六石岩

六石岩位于中国江西省上饶市广丰县嵩峰乡十都村，由六座巨岩（关公石、麒麟石、匕刀石、铼钻石、猢狲石、竹山石）组成，故称六石岩。为丹霞地貌景观。
明朝天顺年间，广信府知府金铣到六石岩游玩，途径双山岭时，出一上联：“出双山，望六石，六石磊磊”。至今无人对出合适的下联，成为千古绝对。